# 森絵梨佳
森 絵梨佳（もり えりか、1988年10月4日 - ）は、日本のファッションモデル、グラビアアイドル、女優、タレント。
宮城県仙台市出身。キリンプロ所属。

## 略歴
姉と兄がいる転勤族の家庭に育ち、幼少時は宮城→青森→岩手→宮城と転居を繰り返す。
小学校5年生の時、「あっぱれさんま大先生」に出演していた。あっぱれ卒業後、Seventeenのモデルをしていた。
高校入学と同時に上京。ガールズユニット「Doll's Vox」などの活動を経て、2005年2月、週刊ヤングジャンプの「制コレ04」でグランプリを受賞。同年にはテレビドラマ『仮面ライダー響鬼』で持田ひとみ役を演じ注目を集める。一時期、芸能人女子フットサルチーム「南葛YJシューターズ」（現南葛シューターズ）に所属していた。
大学入学を機に芸能活動を一時休止したが、2008年に雑誌『ゼクシィ』のCMで話題となり、2010年以降は女性向け媒体（ファッション・美容誌）での活躍がメイン。特にメイク特集での登場頻度が高い。雑誌『Soup.』2013年11月号で「いまなりたい顔No.1」として特集が掲載された。
2014年2月26日に一般男性との結婚を発表。2017年5月11日に第1子男児の出産を発表。

## 人物
- 趣味は買物、写真を撮ること[1]。特技は水泳・ピアノ・フルート[1]。野菜ソムリエ（ジュニア）とベシフルビューティーセルフアドバイザー、色彩コーディネーターの資格を所得している[7][8]。
- CANDyモデル時代の同僚だった岡本奈月と松本夏空、『仮面ライダー響鬼』で共演した秋山奈々（現：秋山依里）とはプライベートでも交流が深かった[9]。
- 歴代の制コレグランプリ受賞者としては、唯一の東北地方出身者（2022年7月現在）であり、昭和生まれ（1988年〈昭和63年〉生）最後のグランプリでもある。

## 出演

### 映画
- 問題のない私たち（2004年） - 施川瑞希 役
- 劇場版 仮面ライダー響鬼と7人の戦鬼（2005年、東映） - ひとえ 役
- 仮面ライダー THE NEXT（2007年） - 風見ちはる 役
- 全員、片想い（僕のサボテン)（2016年） - 主演・今井咲 役 [10]
- アイネクライネナハトムジーク（2019年） - 織田由美 役[11]

### テレビドラマ
- 仮面ライダー響鬼（2005年1月 - 2006年1月、テレビ朝日系） - 持田ひとみ 役
- 万葉ラブストーリー 春 第1話（2009年5月22日、NHK奈良） - あすか 役
- グッドモーニング・コール（2016年2月12日 - 、フジテレビオンデマンド / Netflix） - 上原百合 役[12]
- ラブラブエイリアン（2016年7月14日 - 9月29日、フジテレビ） - 宇田川由日子 役 [13]
- 連続テレビ小説 とと姉ちゃん（2016年7月19日 - 10月1日、NHK） - さくら 役

### バラエティ番組
- あっぱれさんま大先生（フジテレビ系列）
- コトヴァイバー（NHK教育テレビ）
- 川島隆太教授のテレビいきいき脳体操（2009年、仙台放送他フジテレビ系列4局）

### オリジナルビデオ
- ゾンビ屋れい子 （2003年） - 山内美香 役

### 舞台
- あの晩、星が教えてくれた（2004年）

### PV
- WaT「僕のキモチ」「Hava Rava」「ボクラノLove Story」
- シェネル「ずっと」
- Ryosuke Yamada「snow moon」

### CM
- 江崎グリコ「プッチンプリン」（2002年）
- 任天堂「くるりんパラダイス」（2002年）
- NTTドコモ九州（2004年）
- 森永製菓「ハイチュウ」（2006年）
- アコーディア・ゴルフ（2006年）
- リクルート「ゼクシィ」（2008年4月 - 2009年3月）[14]
- ニコン「COOLPIX」（2011年）
- 花王
  - 「ビオレ」ふくだけコットンうるおいリッチ

「うるおいリッチ完成」篇（2013年8月 - ）※ 高垣麗子と共演
「盛り盛り絵梨佳」篇（2016年7月 - ）
  - 「ソフィーナ iP」

土台美容液（2018年 - ）
ダブル美容液（2021年 - ）
- 日本水産 「EPA+豆乳クッキー」（2013年11月 - ）
- 麒麟麦酒 「淡麗グリーンラベル」（2015年2月27日 - ） ※ 大泉洋と共演[15]
- キュレーション マガジン「antenna」（2015年4月 - ）
- ユニクロ「ブラトップ」（2016年 - ）
- カネボウ化粧品「SALA」（2016年）[16]
- 味の素「味の素KKコンソメ」 コンソメやる！篇
- ガスト 麺屋ガスト「メン喰らってください」篇（2019年2月14日 - ） - 母親 役 ※ 山崎育三郎、白石聖と共演[17]

### イメージモデル（カラコン）
- フリュー「ルミア」（2016年）[18]

## 書籍

### 雑誌
2000年代
- CANDy - 専属モデル
- SEVENTEEN（2006 - 2007年） - 専属モデル

2010年以降
- Ray（2011年 - ） - ビューティモデル
- Oggi（2012年 - ） - ビューティモデル
- BAILA - ビューティモデル
- 美的
- VoCE
- MAQUIA
- MORE
- SPRiNG
- mina
- ar
- Soup.
- mini
- sweet
- SEDA
- non-no
- SPUR
- an・an
- vikka
- MEN'S NON-NO
- JILLE
- steady.

### 写真集
- ERIKA （2005年、ワニブックス、撮影：新津保建秀）ISBN 978-4847028878
- こんにちは、私。（2015年、宝島社、撮影：三宮幹史）ISBN 978-4800237798
- 森絵梨佳100の顔　カラフル / colorful　（2019年、講談社）ISBN 978-4-06-515349-9

## 作品

### 映像作品
- Lovely Face 森絵梨佳 side Me 〜Cross Over〜（2002年、東芝デジタルフロンティア）
- HATSUKOI <初恋> 森絵梨佳 （2003年、バップ）
- ERIKA （2006年、ワニブックス）
- 17歳 夏へ! （2006年、ラインコミュニケーションズ）
- My Favorite Girl -The Movie-（2006年）